# Gilberte de Courgenay (film)
Pour plus de détails, voir Fiche technique et Distribution.
Gilberte de Courgenay est un film suisse réalisé par Franz Schnyder sorti en 1941.
Il s'agit d'une adaptation de la vie de Gilberte Montavon d'après le roman de Rudolf Bolo Maeglin (de).

## Synopsis
Pendant l'hiver 1916, la 38e batterie d'artillerie s'installe à Courgenay, dans le Jura. Les hommes croyaient que la guerre serait finie à Noël et qu'ils pourraient retourner faire la fête avec leurs familles. Gilberte, la serveuse de l'auberge de l'Hôtel de la Gare, organise pour ces hommes une fête de Noël et devient rapidement l'idole des soldats. Elle aime secrètement Halser qui souffre que sa fiancée Tilly ne répond pas à ses lettres à Berne.
Le père de Tilly, le riche hôtelier Odermatt, prend le courrier et le cache. Quand un camarade de Hasler doit aller avec un cheval malade à Berne, Tilly l'interroge puis part dans le Jura. Elle arrive au moment où les soldats entament une chanson écrite en l'honneur de Gilberte. De façon désintéressée, Gilberte renonce à Hasler pour le rendre à Tilly, mais pas sans verser une larme.

## Fiche technique
- Titre : Gilberte de Courgenay
- Réalisation : Franz Schnyder
- Scénario : Richard Schweizer, Kurt Guggenheim
- Musique : Robert Blum
- Direction artistique : Fritz Butz
- Photographie : Emil Berna
- Son : Max Niederer
- Montage : Hermann Haller, Käthe Mey
- Production : Lazar Wechsler
- Sociétés de production : Praesens-Film
- Société de distribution : Praesens-Film
- Pays d'origine :  Suisse
- Langue : suisse allemand
- Format : Noir et blanc - 1,37:1 - Mono - 35 mm
- Genre : Drame
- Durée : 115 minutes
- Dates de sortie :
  -  Suisse : 17 avril 1941.
  -  Suède : 10 août 1942.
  -  France : 26 juin 1964[1].

## Distribution
- Anne-Marie Blanc : Gilberte Montavon
- Erwin Kohlund (de) : Peter Hasler
- Ditta Oesch : Tilly Odermatt
- Rudolf Bernhard : René Gengenbach
- Zarli Carigiet (de) : Luzi Caviezel
- Hélène Dalmet : Madame Montavon
- Heinrich Gretler : Friedrich Odermatt
- Max Knapp (de) : Fritz Gubler
- Schaggi Streuli (de) : Gustav Hannart
- Jakob Sulzer : Otto Helbling
- Heinz Woester (de) : Le capitaine
- Peter W. Staub (de) : Le caporal

## Histoire
Anne-Marie Blanc incarne Gilberte de Courgenay qui représente l'âme féminine auprès des soldats en prenant soin d'eux et leur rappelant le devoir patriotique. Elle incarne la femme idéale au moment de la défense spirituelle, empathique, soutien des hommes, qui est forte et ne pleure pas. Cela se manifeste également à la fin du film dans le renoncement douloureux de Gilberte.

## Source de la traduction
- (de) Cet article est partiellement ou en totalité issu de l’article de Wikipédia en allemand intitulé « Gilberte de Courgenay (Film) » (voir la liste des auteurs).